# Luzula forsteri
Luzula forsteri là một loài thực vật có hoa trong họ Juncaceae. Loài này được (Sm.) DC. mô tả khoa học đầu tiên năm 1806.

## Hình ảnh

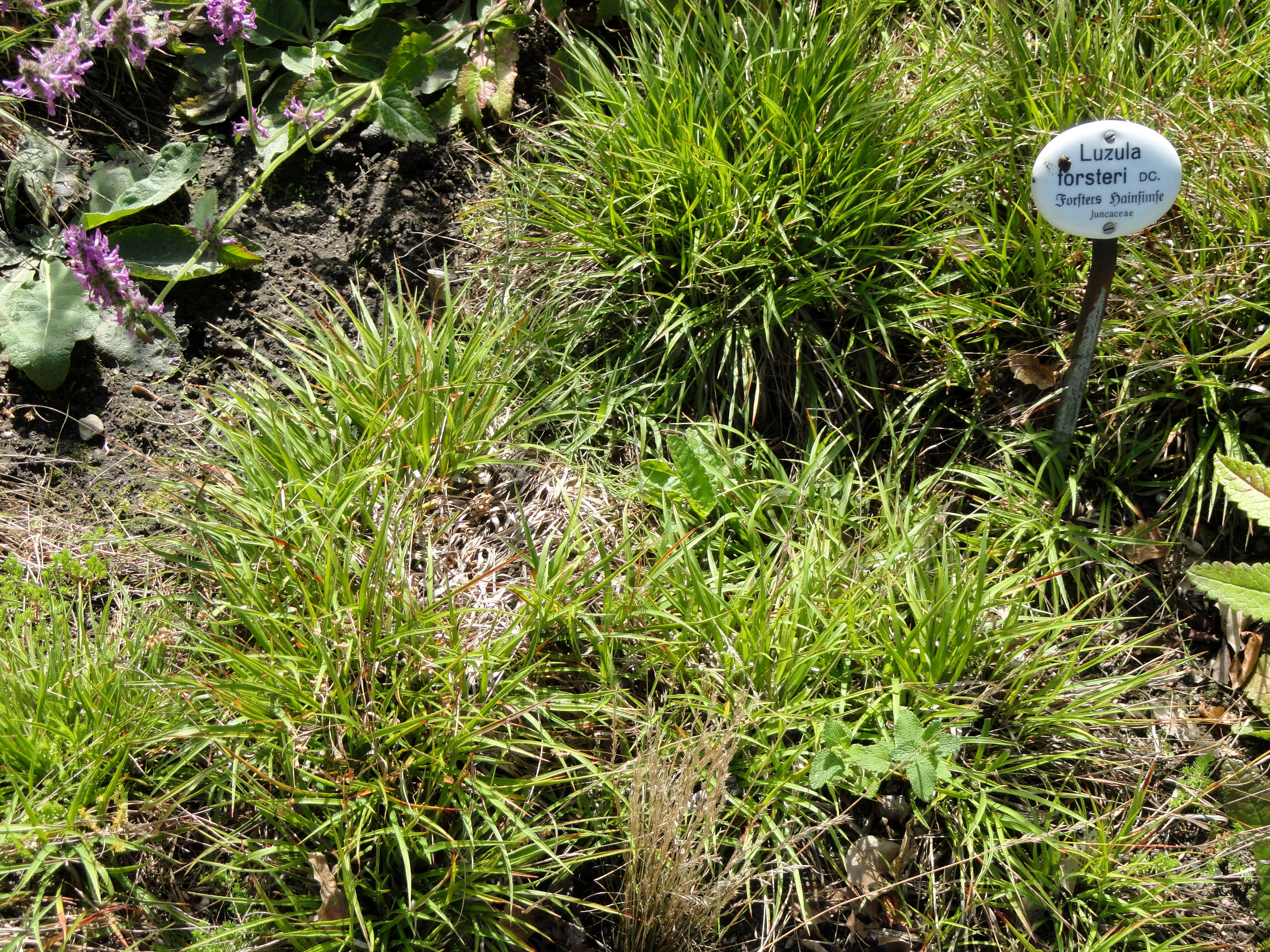
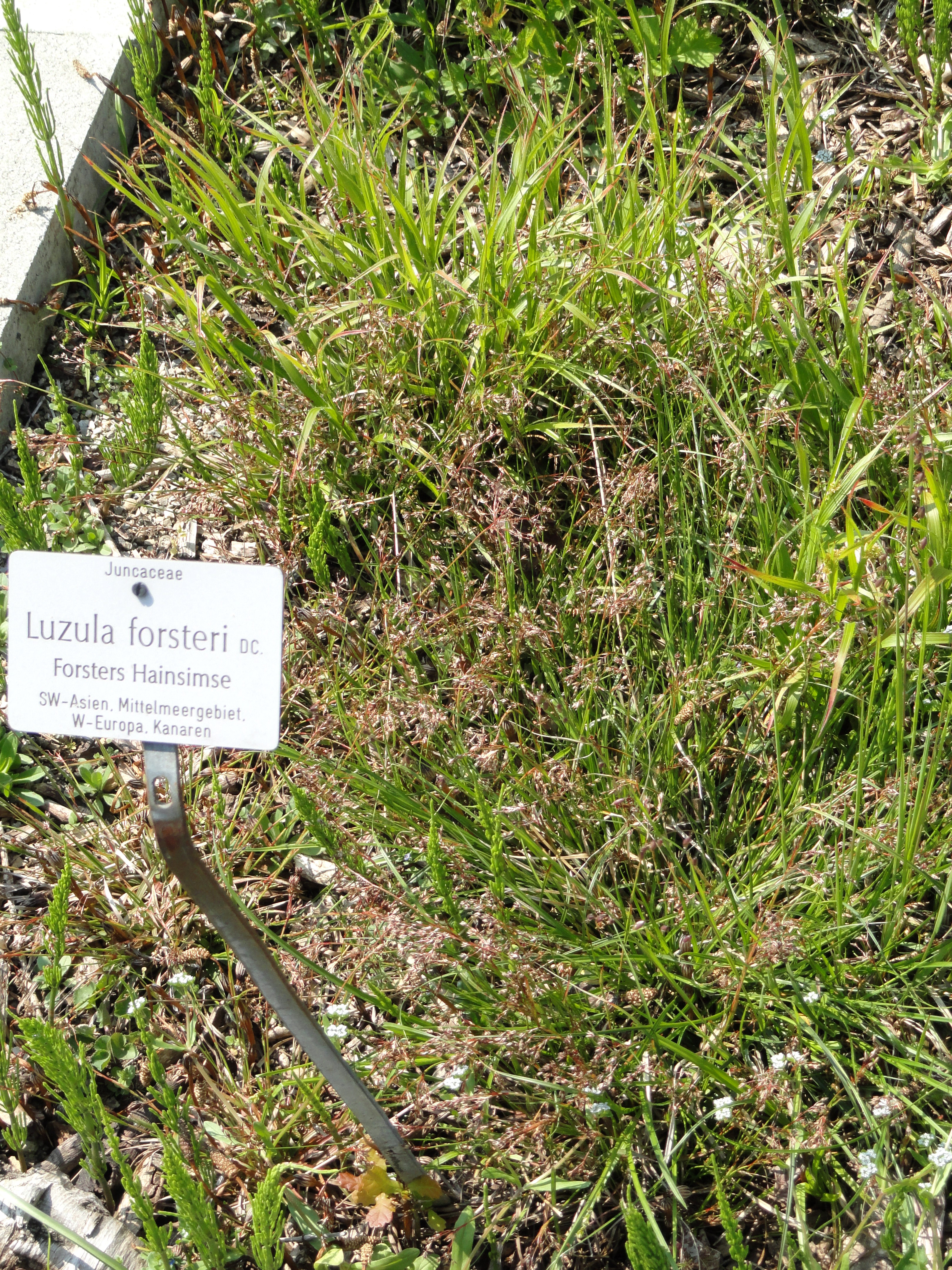